# Дигенис Ороклинис
Дигенис Ороклинис (греч. Α.Σ. Διγενής Βορόκλινης) — кипрский футбольный клуб, базирующийся в деревне Ороклини к северу от Ларнаки. Клуб был основан в 1952 году, но на логотипе отображён 1983 год, когда он изменил своё название на нынешнее. Сезон 2013/2014 команда проводит во Втором дивизионе, впервые в своей истории пробившись туда. Клубными цветами являются белый и синий.

## История
Клуб был основан в 1952 году под названием Атлетик Клуб Омония Ороклинис. В 1983 году общее собрание руководства клуба решило переименовать его в Дигенис Ороклинис. Преимущественно команда выступала в Третьем и Четвертом дивизионах Кипра по футболу.

## История выступлений
| Сезон   | Дивизион | Место |
| ------- | -------- | ----- |
| 2008/09 | C        | 5-е   |
| 2009/10 | C        | 11-е  |
| 2010/11 | C        | 12-е  |
| 2011/12 | D        | 1-е   |
| 2012/13 | C        | 3-е   |

## Достижения
- Победитель Четвёртого дивизиона Кипра: 2

2007/08, 2011/12
- Кубок Кипра по футболу для низших дивизионов:

Финалист: (1) 2008/09